# Очеретянка піткернська
Очеретя́нка піткернська (Acrocephalus vaughani) — вид горобцеподібних птахів родини очеретянкових (Acrocephalidae). Ендемік острова Піткерн.

## Опис
Довжина птаха становить 17 см, самці важать 27 г, самиці 22 г. Верхня частина тіла оливково-коричнева, нижня частина тіла жовтувато-біла, боки кремові. Покривні пера крил переважно білі, махові пера жовтуваті, гузка білувата або кремова, поцяткована темними плямками. Над очима білі "брови", через очі ідуть темні смуги. Очі темні, дзьоб зверху темно-коричневий, знизу світліший, лапи сірі. У молодих птахів верхня частина тіла коричнева, нижня частина тіла руда.

## Поширення і екологія
Піткернські очеретянки живуть у вологих тропічних лісах і чагарникових заростях, трапляються поблизу людських поселень, однак уникають відкритих ділянок. Живляться комахами, яких шукають на деревах і в чагарниках, рідше на землі. Сезон розмноження триває з серпня по січень. Гніздяться парами. Гніздо чашоподібне, робиться з трави і рослинних волокон,має глибину 5-6 см і діаметр 8-10 см, розміщується на дереві, на висоті від 0,5 до 12 м над землею. В кладці 2 яйця, інкубаційний період триває 14 днів. За пташенятами доглядають і самиці, і самці.

## Збереження
МСОП класифікує стан збереження цього виду як такий, що перебуває  під загрозою зникнення. За оцінками дослідників, популяція піткернських очеретянок становить від 200 до 2000 дорослих птахів. Їм загрожує знищення природного середовища.